# Franc Ksaver Lušin
Franc Ksaver Lušin (nemško Franz Xaver Luschin), slovenski nadškof, teolog in filozof, * 3. december 1781, Hum pri Tinjah, Vojvodina Koroška, Avstrijsko cesarstvo, † 2. maj 1854, Gorica.
Med leti 1824 in 1834 je bil knezoškof v Trentu, nato leta 1834/1835 nadškof v Lvovu ter med leti 1835 in 1854 knezoškof, metropolit in primas Ilirskega kraljestva.

## Življenje
Lušin je bil koroškoslovenskega rodu ter je izhajal iz istoimenskega kmečkega posestva Lušin na Humu 18, danes Občina Grabštanj, Župnija Tinje.
Po nasvetu učitelja Jožefa Bedenika (Josef Wedenig) in kaplana Janeza Punčarta (Johann Punschart) je obiskoval normalko in gimnazijo v Celovcu. V nastalem nemiru francoske revolucije je za dve leti prekinil študij, vendar je nazadnje končal študij teologije, navkljub dedovanju domačije, ampak šele po smrti vseh najbližjih družinskih članov.
Lušin je 26. avgusta 1804 prejel duhovniško posvečenje in bil nato med letoma 1806 in 1808 kaplan v Župniji Šentilj v Celovcu. Hkrati je nadaljeval študij in pridobil temeljito znanje hebrejščine, arabščine in staroasirščine. Od leta 1807 je lahko obiskoval predavanja iz orientalskih jezikov in bibličnih študijev na Dunaju, leta 1813 je doktoriral iz teologije, leta 1818 pa iz filozofije. Po imenovanju na licej v Gradcu je bil leta 1808 profesor orientalskih jezikov in bibličnih študijev, v letih 1815/16 njen rektor, v letih 1819/20 pa direktor filozofskih študijev.
Zaradi svojih strokovnih in vodstvenih sposobnosti je bil z dekretom z dne 6. januarja 1820 imenovan za cesarsko-kraljevega gubernijskega svetnika v državni službi v Innsbrucku, kjer se je posvetil reorganizaciji cerkvenega sistema na Tirolskem.

## Cerkvene funkcije
26. avgusta 1804 je prejel duhovniško posvečenje.
12. novembra 1823 je bil imenovan za knezoškofa v Trentu z najvišjim sklepom cesarja Franca I., ki ga je 24. maja 1824 potrdil papež Leon XII.. Lušin je bil 3. oktobra 1824 v salzburški stolnici posvečen v škofa. Že v Trentu je bilo poleg premagovanja jožefinizma in priprave konkordata iz leta 1855 za njegovo delo značilno ustanavljanje dobrodelnih ustanov (šol, bolnišnic, zavodov za duševno prizadete otroke), za katere je uporabljal tudi svoj osebni denar.
Leta 1834 je bil imenovan za nadškofa v Lvovu ter pridobil naslov primas Galicije in Lodomerije pri metropolitanskem sedežu v Lvovu, vendar je takoj zaprosil za premestitev.
Že 9. januarja 1835 je bil imenovan za nadškofa Gorice in Gradiške in s tem postal primas Ilirskega kraljestva, za kar ga je usposobilo zlasti znanje slovenščine in italijanščine poleg nemščine. Po potrditvi imenovanja s strani papeža Gregorja XVI. je 22. avgusta 1835 prevzel funkcijo. V času svojega mandata se je soočil tudi z nemiri revolucij v letih 1848/49 in v skupnem memorandumu škofov Avstrijskega Primorja in Kranjske z dne 17. decembra 1848 zahteval, da se kranjskim škofom zagotovi samostojnost. Decembra 1848 je zahteval od avstrijskega parlamentarnega zbora v Kroměřížu neodvisnost in samostojnost Cerkve v organizacijskem in ozemeljskem smislu. Leta 1852 je prejel veliki križ Leopoldovega reda. Za njegovo delo v nadškofiji je značilna dobrodelna dejavnost, ki jo po drugi strani podpira zlasti z lastnimi sredstvi. 2. maja 1854 umrl z veliko poznanstvi, vendar skoraj brez denarja.

## Pomen
Njegovo navezanost na slovenstvo in Koroško je poudaril Anton Martin Slomšek v svojem slovenskem nekrologu, kjer med drugim poudarja njegovo podporo Mohorjevi družbi in ga označi kot prvega slovenskega škofa s Koroške.
Poleg tega najdemo v življenjepisih slovenskokoroškega krajinskega slikarja Marka Pernharta, ki je izhajal z istega območja, da je bil Lušin njegov mentor. 
Na splošno je treba Lušinovo imenovanje za škofa leta 1824 obravnavati v kontekstu drugih škofovskih imenovanj Slovencev istega leta ali obdobja (Jakob Peregrin Paulič, 1757–1827, škof Krške škofije; Franc Ksaver Kutnar, 1793–1846, knezoškof v Lavantinski škofiji; in Ignac Franc Zimmermann, 1777–1843, lavantinski škof).
Vsekakor očitno po eni strani slovenska narodnost (še) ni predstavljala razloga za izključitev iz višjih uradnih in cerkvenih funkcij. Po drugi strani pa so prav ta imenovanja pokazatelj družbenega položaja Slovencev in tudi samopodobe države.